# Къртис Блоу
Къртис Блоу (на английски: Kurtis Blow) е първият рапър записал с водеща звукозаписна компания. Той е причината от ъндърграунд, хип-хопа да достигне до масите. Истинското му име е Curtis Walker.

## Биография
Къртис Блоу е роден е на 9 август 1959 г. в Харлем, започва да се потапя в новозараждащата се хип-хоп култура в началото на 1970-те. През 1976 г. е приет в City College of New York, където става програмен директор в колежанското радио. По време на колежанските си години, Блоу попада в група от приятели и сътрудници, които в бъдеще ще формират ядрото на хип-хопа през 1980-те.
Блоу започва като брейк-танцьор, минавайки през DJ под името Kool DJ Kurt, докато накрая се спира върху рапирането. Блоу е работил с хора като Grandmaster Flash, Russell Simmons и Melle Mel. След колежа Блоу се съсредоточава върху своята музикална кариера, заедно със Simmons като негов мениджър и по-малкия брат на Simmons – Joey (наречен „син на Къртис Блоу“ и по-късно известен като Run) работещ като DJ. През 1979 г., Блоу записва „Christmas Rapping“, новаторски сингъл, чийто текст е записан с помощта на журналиста на Billboard – Rocky Ford. Песента се превръща в хит и благодарение на това Блоу сключва договор с Mercury Records. По-късно същата година Блоу издава емблематичната „The Breaks“, включена в дебютния му албум „Kurtis Blow“. Проектът има огромен успех както в хип-хоп общността, така и извън нея, достигайки златен статус. Това донася на Блоу, място в „The pantheon of influential early rappers“ (пантеона на влиятелните рапъри).
Ранният успех на Блоу е последван от сух период в началото на 1980-те, когато неговите албуми „Deuce“ и „Tough“ се провалят в класациите. Въпреки това нещата потръгват през 1984 г. с издаването на албума „Ego Trip“, включващ сингъла „Basketball.“ Следващата година Блоу прави своя дебют в киното с филма „Krush Groove“. Блоу получава кредит и за работата си като продуцент за артисти като Sweet G, избран е за „Продуцент на годината“ в Ню Йорк три последователни години в периода 1983 – 1985. Следват години, в които кариерата на Blow отново поема надолу. Албумът му от 1986 „Kingdom Blow“, е пълен провал, също както и албума от 1988 г. „Back by Popular Demand“. Въпреки че кариерата му запада, Къртис разширява дейността си и се превръща в един от първите рапъри пробили в телевизията, участвайки в рекламата на Спрайт през 1986 и написвайки рап елементи за сериала „One Life to Live“ в периода 1991 – 1992 г. През 2004 г. записва песента „Hey Everybody“ заедно с Max C и Bomfunk MC's за техния албум „Reverse Psychology“.
Днес Къртис Блоу e DJ в „Backspin 43“, което е old school хип-хоп радио.
Блоу беше в България и изпълни някои от най-известните си парчета за почитателите на хип-хопа в Смолян на HipHop Jam 2006!

## Дискография
- Kurtis Blow – 1980
- Deuce – 1981
- Tough – 1982
- Party Time EP – 1983
- Ego Trip – 1984
- America – 1985
- Kingdom Blow – 1986
- Back By Popular Demand – 1988
- The Best of Kurtis Blow – 1994

## Сингли
- Christmas Rappin – 1979
- Rappin' Blow – 1979
- Hard Times – 1980
- The Breaks – 1980
- Throughout Your Years – 1980
- Throughout Your Years / Christmas Rappin – 1981
- It's Gettin' Hot – 1979
- Starlife / Way Out West – 1981
- Tough – 1981
- Nervous – 1983
- Party Time – 1983
- 8 Million Stories – 1983
- 8 Million Stories / AJ Scratch – 1984
- Basketball / (It's) The Game – 1984
- Ego Trip – 1984
- Under Fire / AJ Scratch – 1981
- AJ Is Cool – 1985
- America – 1985
- If I Ruled The World – 1985
- Party Time – 1985
- I'm Chillin – 1986
- The Bronx – 1986
- Back By Popular Demand – 1988
- Only The Strong Survive / Still On The Scene – 1988
- The Breaks '94 – 1994